# Дебърца (община)
 Тази статия е за общината.  За историко-географската област, която е на част от територията ѝ, вижте Дебърца.  
Дебърца (на македонска литературна норма: Општина Дебрца) е община и историко-географска област, разположена в западната част на Северна Македония.
Общината обхваща 30 села в планинската котловина Дебърца по горното течение на река Сатеска и в Стружкото поле на площ от 425,39 km2. Общината е образувана през 2004 година, когато към община Белчища, обхващаща селата в областта Дебърца се прибавя община Мешеища с шест села - Волино, Горенци, Климещани, Мешеища, Оровник и Требенища, които са в Стружкото поле и не са част от областта Дебърца. Седалището на община Дебърца е село Белчища. Населението на общината е 5507 (2002), предимно македонци. Гъстотата на населението е 12,95 жители на km2.
В 2014 година формата на името на общината и областта на македонска книжовна норма е сменена от Дебарца на съответстващата на оригинала като произношение Дебрца.

## Структура на населението
Според преброяването от 2002 година община Дебърца има 5507 жители.
| Етническа принадлежност | Процент |
| македонци               | 96,68%  |
| албанци                 | 2,78%   |
| турци                   | 0,04%   |
| роми                    | 0,00%   |
| власи                   | 0,02%   |
| сърби                   | 0,14%   |
| бошняци                 | 0,00%   |
| други                   | 0,34%   |